# مالك رحمتي
مالك رحمتي (بالفارسية: مالک رحمتی) (1982 - 19 مايو 2024) سياسي إيراني شغل منصب محافظ أذربيجان الشرقية في عام 2024 وحتى وفاته. وسبق له أن ترأس منظمة الخصخصة الإيرانية من 2023 إلى 2024.

## وفاته
في 19 مايو 2024، تحطمت مروحية تقل مالك رحمتي إلى جانب الرئيس الإيراني آنذاك إبراهيم رئيسي ووزير الخارجية حسين أمير عبد اللهيان وممثل المرشد الأعلى في أذربيجان الشرقية محمد علي آل هاشم في محافظة أذربيجان الشرقية. تم تأكيد وفاته لاحقًا.